# Fraunhofer-Institut für Fabrikbetrieb und -automatisierung
Das Fraunhofer-Institut für Fabrikbetrieb und -automatisierung IFF ist eine Einrichtung der Fraunhofer-Gesellschaft. Das Institut hat seinen Sitz in Magdeburg. Es ist Forschungsdienstleister sowie System- und Technologiepartner für die Industrie, den Mittelstand und kleine Unternehmen der Produktions- und Dienstleistungsbranchen sowie für die öffentliche Hand. Seine Aktivitäten sind der angewandten Forschung und Entwicklung auf den Schwerpunktgebieten Intelligente Arbeitssysteme, Ressourceneffiziente Produktion und Logistik, Konvergente Infrastrukturen, Digital Engineering und Industrie 4.0 zuzuordnen.

## Geschichte
Initiiert von Eberhard Gottschalk (TU Magdeburg) erfolgte 1991 die konzeptionelle Vorbereitung zur Gründung eines produktionstechnisch orientierten Fraunhofer-Instituts am Standort Magdeburg aus der TU Magdeburg und der FER Ingenieurgesellschaft für Automatisierung Magdeburg heraus.
Zu Beginn des Jahres 1992 wurde daraufhin eine zunächst bis zum 30. Juni 1994 befristete Fraunhofer-Einrichtung für Fabrikbetrieb und -automatisierung (IFF) in die Fraunhofer-Gesellschaft aufgenommen. Diese Befristung wurde 1993 vorzeitig aufgehoben und die „Einrichtung“ zum Fraunhofer-Institut für Fabrikbetrieb und -automatisierung (IFF) ernannt.
Im Jahr 1998 bezog das IFF das neu gebaute Institutsgebäude in der Nähe der Universität Magdeburg.
Im Jahr 2003 wurde mit den Planungen für den Bau des Virtual Development and Training Centre (VDTC) im Wissenschaftshafen Magdeburg begonnen. Dieses Forschungs- und Trainingszentrum für virtuelle Technologien wurde im Jahr 2006 fertiggestellt.
2009 eröffnete das Institut eine Außenstelle in Bangkok – das ASEAN-Office.
Im Jahr 2018 wurde das VDTC zum „European Digital Innovation Hub“ (DIH) in Sachsen-Anhalt ernannt. Mit den DIH schuf die Europäische Kommission ein Netzwerk von Kompetenzzentren, das Unternehmen zu Fragen rund um das Thema Digitalisierung unterstützen soll. Sie sollen vor allem für KMU die erste Anlaufstelle bieten und Möglichkeiten zum Experimentieren mit den neuen Technologien bieten. Die Aktivitäten des DIH „VDTC des Fraunhofer IFF“ sind eng mit dem Mittelstand 4.0-Kompetenzzentrum Magdeburg und dem Mittelstand 4.0-Kompetenzzentrum „Planen und Bauen“ verbunden.
Seit Oktober 2019 wird das Fraunhofer IFF von Julia C. Arlinghaus geführt, die zugleich den Lehrstuhl für Produktionssysteme und -automatisierung an der Otto-von-Guericke-Universität Magdeburg leitet.
Institutsleiter:
- 1992 – 1994 Eberhard Gottschalk
- 1994 – 2019 Michael Schenk
- seit 2019 Julia C. Arlinghaus

## Forschung und Entwicklung
Das Fraunhofer IFF forscht und entwickelt anwendungsorientiert in den Forschungsfeldern Intelligente Arbeitssysteme, Ressourceneffiziente Produktion und Logistik, Konvergente Infrastrukturen sowie Digital Engineering und Industrie 4.0. Dafür nutzt es die Geschäftsfelder Logistik- und Fabriksysteme, Virtual Engineering, Robotersysteme, Mess- und Prüftechnik, Biosystems Engineering, Konvergente Infrastrukturen, Materialflusstechnik sowie Automatisierung.
Die Forschungsfelder im Überblick:
- Intelligente Arbeitssysteme: Das Fraunhofer IFF sieht sich als Innovationstreiber bei der Gestaltung der Produktionstechnik und Arbeitssysteme der Zukunft. Das Ziel ist es, die Leistungsfähigkeit und Produktqualität der Unternehmen langfristig zu halten oder zu verbessern und zugleich die Flexibilität der Produktionssysteme zu erhöhen. Dafür entwickelt das Fraunhofer IFF u. a. neue Technologien für die sichere Mensch-Roboter-Kollaboration. So werden die kognitive Flexibilität und Handlungsbereitschaft des Menschen mit der hohen Produktivität automatisierter Systeme verknüpft. Es entwirft integrierte Lösungen für den Einsatz digitaler Assistenzsysteme sowie modernster Mess- und Prüftechnologien zur Qualitätssicherung in der Produktion. Und es etabliert virtuelle Lernmethoden für die flexible und effektive Qualifizierung von Mitarbeitern.

- Ressourceneffiziente Produktion und Logistik: Um die Nachhaltigkeit und Effektivität der Produktion zu erhöhen und die Risiken in der Supply Chain zu verringern, gestaltet das Fraunhofer IFF effiziente Produktions- und Logistiksysteme. Das bedeutet unter anderem, Fabriken effizienter zu planen und zu betreiben, innovative Methoden und Technologien für die Optimierung von Versorgungs- und Produktionsprozessen zu etablieren und intelligente Energiekaskaden in der Produktion einzuführen. Für geschlossene Energie- und Stoffkreisläufe konzipieren die Forscher des Fraunhofer IFF neue Anlagentechniken, mit denen wertvolle Roh- und Reststoffe nachhaltig genutzt und wiederverwertet werden können. Als Systemdienstleister hebt das Fraunhofer IFF Effizienzpotenziale sowohl auf Unternehmensebene als auch in unternehmensübergreifenden Produktions- und Logistiknetzen.

- Konvergente Infrastrukturen: Die Zukunft der Energieversorgung soll, fossile Brennstoffe und die Kernkraft langfristig vollständig als Energielieferanten ablösen. An ihre Stelle sollen regenerative Energieträger wie Sonne, Wind und Wasserkraft aber auch Reststoffe aus der Produktion, Recyclingmaterial treten. Damit gehen die Entwicklung neuer Speichertechnologien und immer effizienterer Anlagen für die Energiegewinnung sowie der Aufbau neuer, dezentraler und intelligenter Energieversorgungsnetze einher. Um die neuen, komplexen Ver- und Entsorgungsinfrastrukturen in und zwischen Unternehmen sowie deren Umfeld aufzubauen, bündelt das Fraunhofer IFF seine Kompetenzen in den Bereichen Produktion, Logistik, Energie sowie Informations- und Kommunikationstechnologien. Seine Forscher entwickeln intelligente Systeme für das Energiemanagement und entwerfen integrierte Produktions- und Logistiknetze, um die sichere Nutzung volatiler Energien möglich zu machen. Und mit der Entwicklung und dem Einsatz innovativer VR-Technologien unterstützen sie den Planungs- und Entwicklungsprozess von Großprojekten im industriellen und urbanen Umfeld und machen diese im Vorfeld für alle Beteiligten sichtbar.

- Digital Engineering und Industrie 4.0: Die Digitalisierung und die Industrie 4.0 gelten als das Zukunftsmodell der deutschen Wirtschaft. Mit Hilfe des Digital Engineering können die digitalen Konstruktionsdaten eines Produkts auf allen Stufen seines Entwicklungs- und Produktionsprozesses genutzt werden. Branchenunabhängig erarbeitet das Fraunhofer IFF Lösungen, die bei der interdisziplinären Zusammenarbeit neue Formen und Ausprägungen der organisatorischen, semantischen und technischen Interoperabilität bieten. Diese Forschungen und Entwicklungen sind stets anwendungsspezifisch und auf den Kunden zugeschnitten.

## VDTC

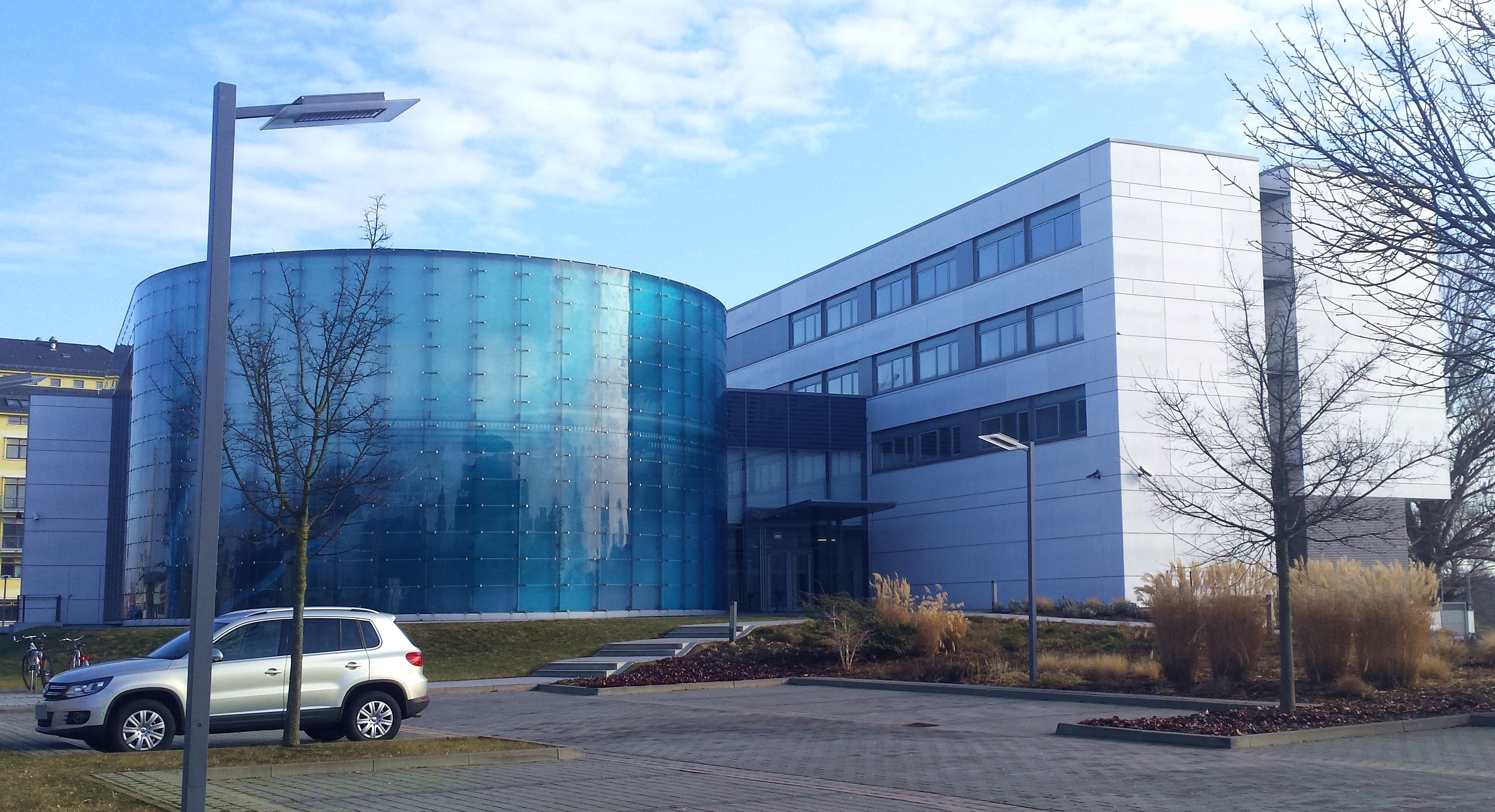
Das VDTC am Wissenschaftshafen Magdeburg

Die Abkürzung „VDTC“ steht für „Virtual Development and Training Centre“. Das VDTC wurde im Jahr 2006 am Wissenschaftshafen Magdeburg als zweiter Standort des Fraunhofer IFF fertiggestellt und ist seitdem ein Forschungs- und Trainingszentrum für virtuelle Technologien. Im VDTC wird vom Fraunhofer IFF anwendungsorientierte Forschung auf dem Gebiet des Virtual Engineering zum Planen, Testen und Betreiben technischer Systeme sowie im Bereich der Energietechnik betrieben.
In den Hightech-Laboren des VDTC arbeiten Wissenschaftler interdisziplinär mit industriellen Anwendern und innovativen Dienstleistern zusammen. Stark praxisorientiert werden gemeinsam visuell-interaktive Simulationen beispielsweise für die virtuelle Produkt- und Prozessentwicklung erarbeitet. Neben virtuellen Funktionstests ist das virtuelle Training Schwerpunkt der Forschungsarbeit am VDTC.
Im Jahr 2019 wurde mit dem Bau eines Erweiterungsgebäudes des VDTC begonnen. Damit wird das bestehende Gebäude in Richtung Norden um ein Bürogebäude mit Technikum erweitert. Die Erweiterung soll auf zusätzlichen 1.410 m² Nutzfläche Raum für 40 Mitarbeiter und Werkstatt-/Technikumsplätze bieten.
Siehe auch: Virtualisierung (Informatik), Computervisualistik.

## 3D-Mixed-Reality-Labor »Elbedome«
Ein zentrales Element der Forschungsinfrastruktur des Fraunhofer IFF ist der »Elbedome«. Dieses in Europa derzeit größte 3D-Mixed-Reality-Labor für industrielle Anwendungen befindet sich im VDTC im Wissenschaftshafen Magdeburg.
Der 2006 unter der Bezeichnung Elbe-Dom errichtete und 2018 modernisierte »Elbedome« ist ein Labor zur großflächigen Darstellung interaktiver Visualisierungen. Durch seine gewaltige Dimension im Vergleich zu klassischen Projektionssystemen eignet sich der »Elbedome« insbesondere für die Demonstration großer Objekte wie zum Beispiel Maschinen und Anlagen im Maßstab 1:1 oder zur Visualisierung ganzer Fabriken oder sogar Städte. Die Form des Elbedomes entspricht einer sich nach oben öffnenden Kugelschicht mit einem Durchmesser von etwa 16 Metern. Er besitzt eine 360-Grad-Panorama- sowie Boden-Projektionsfläche von 450 Quadratmetern. Dank der hochauflösenden stereoskopischen Projektionen werden die virtuellen Welten im »Elbedome« als dreidimensional wahrgenommen. Die Nutzer haben durch die dreidimensionale Darstellung das Empfinden, sich inmitten der Projektion zu befinden. Zusammen mit den vorhandenen Trackingsystemen können sich die Anwender realistisch und maßstabsgetreu in den hier erzeugten virtuellen Welten bewegen und mit ihnen interagieren. Ergänzend können zudem reale Maschinen und Roboter in den »Elbedome« gestellt und mit virtuellen Szenarien gekoppelt werden. So können sehr nah an der Realität Interaktionen verschiedener technischer Systeme untereinander und mit dem Menschen getestet werden, lassen sich ihre Steuerungen optimieren oder Design- und Ergonomieprüfungen durchführen. Der Fokus dieses Mixed-Reality-Labors liegt dabei in der Verarbeitung und Visualisierung von großen Planungs- und Simulationsdatensätzen sowie Echtzeitdaten aus der Produktion.
Das Fraunhofer IFF setzt den »Elbedome« im Rahmen seiner Forschungen ein, unter anderem für das Design Review von Fabriken, Anlagen und Maschinen, für die Entwicklung intelligenter Arbeitssysteme, für Ergonomieuntersuchungen oder Infrastrukturplanungen. Dabei gehen die Einsatzmöglichkeiten des »Elbedome« auch weit über den industriellen Bereich hinaus, sodass dieses Labor auch als Erlebnis-, Lern- und Kreativraum sowie als Vermarktungsinstrument, etwa für die Präsentation von Architekturvorhaben, eingesetzt werden kann.

## Kooperationen
Das Fraunhofer IFF ist Mitglied in zahlreichen Fraunhofer-Allianzen und Verbünden.
- Fraunhofer-Verbund Produktion
- Allianz Vision (Bildverarbeitung)
- Allianz autoMOBILproduktion
- Allianz Energie
- Allianz Generative Fertigung
- Allianz Bau
- Allianz Textil
- Allianz Verkehr
- Allianz Big Data und Künstliche Intelligenz

Im universitären Bereich besteht eine Kooperation mit dem Institut für Logistik und Materialflusstechnik der Otto-von-Guericke-Universität Magdeburg, die den Grundlagenforschungsbedarf des Fraunhofer IFF abdeckt und durch die Doppelfunktionen der Institutsleiterin (zugleich Lehrstuhlinhaberin) begünstigt wird. Weitere Kooperationen bestehen mit dem Institut für Verfahrenstechnik und dem Institut für Elektrische Energiesysteme der Otto-von-Guericke-Universität Magdeburg und mit dem Institut für Elektrotechnik der Hochschule Magdeburg-Stendal. Des Weiteren kooperiert das Institut mit der Technischen Universität in Hamburg sowie mit der Brandenburgischen Technischen Universität Cottbus-Senftenberg.
Das Fraunhofer-Institut für Fabrikbetrieb- und automatisierung IFF arbeitet ebenso mit vielen regionalen, überregionalen und internationalen Forschungseinrichtungen und Projektpartnern zusammen, z. B.:
- Building Smart e. V.
- Cluster Medizin- und Gesundheitstechnik des Landes Sachsen-Anhalt
- Fasa e. V.
- Forschungsvereinigung Smart Engineering e. V.
- Galileo-Transport
- Mittelstand 4.0-Kompetenzzentrum
- Mittelstand 4.0-Kompetenzzentrum Planen und Bauen
- LiA – Leistungszentrum für intelligente Arbeitssysteme

## Infrastruktur
Ende Dezember 2018 waren im Fraunhofer IFF 199 Mitarbeiter beschäftigt, wobei der überwiegende Teil davon Wissenschaftler sowie Techniker waren. Hinzu kamen 154 wissenschaftliche Hilfskräfte, die im Verlauf des Jahres zeitweise beschäftigt waren.
Der Gesamthaushalt lag im Geschäftsjahr 2018 bei 21,3 Millionen Euro. Davon kamen etwa 10,1 Millionen Euro aus öffentlicher Hand, der EU und sonstigen Quellen. Rund 5,5 Millionen Euro davon waren auf die institutionelle Förderung zurückzuführen. Rund 5,7 Millionen Euro des Betriebshaushalts waren Erträge aus der Auftragsforschung der Wirtschaft.